# Taufbecken (Agonnay)

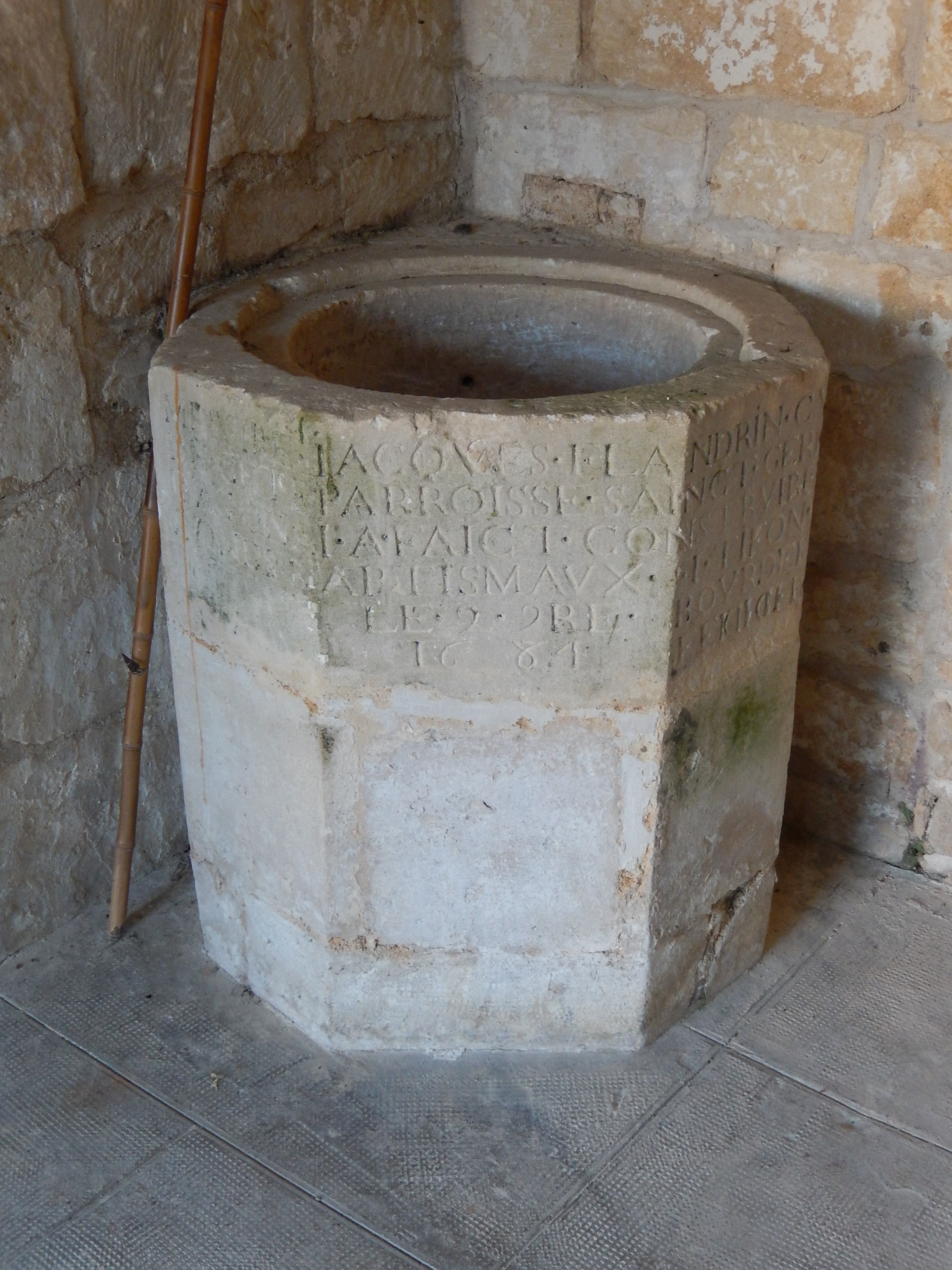
Taufbecken in Agonnay

Das Taufbecken in der Kirche St-Germain im Ortsteil Agonnay von Saint-Savinien, einer französischen Gemeinde im Département Charente-Maritime der Region Nouvelle-Aquitaine, wurde 1684 vom Bildhauer I. Tifon geschaffen. Im Jahr 1984 wurde das Taufbecken aus Kalkstein als Monument historique in die Liste der geschützten Objekte (Base Palissy) in Frankreich aufgenommen.
 

Das sechseckige Taufbecken wurde aus einem Steinblock geschaffen. Es trägt die Inschrift: 

„JACQUES FLANDRIN CURE DE LA PAROISSE SAINCT GERMAIN IA FAICT CONSTRUIRE CES FONTS BAPTISMAUX LE 9 9BRE 1684 I. TIFON BOURDELOIS FECIT“

 (Jacques Flandrin, Priester der Gemeinde Saint-Germain, ließ dieses Taufbecken am 9. September 1684 von I. Tifon aus Bordeaux schaffen).